# تپه قلعه قزلر ایوانی
تپه قلعه قزلر ایوانی مربوط به دوران‌های تاریخی پس از اسلام است و در شهرستان قروه، بخش چهاردولی، روستای آق بلاغ واقع شده و این اثر در تاریخ ۲۵ اسفند ۱۳۷۹ با شماره ثبت ۳۵۹۲ به‌عنوان یکی از آثار ملی ایران به ثبت رسیده است.